# Clearance plasmatic
Clearence-ul plasmatic reprezintă un parametru farmacocinetic prin care se măsoară viteza de epurare a unui medicament în funcție de concentrația medicamentelor în lichidele biologice.
În mod eronat se definește ca fiind cantitatea de lichid filtrată în afara compartimentului sanguin, la nivelul rinichiului, sau cantitatea de sînge filtrată pe unitatea de timp, motivul fiind unitatea de măsura volum/timp. 

## Exprimarea matematică
{\displaystyle V{\frac {dC}{dt}}=-K\cdot C+{\dot {n}}\qquad (1)}
Unde:
- {\displaystyle {\dot {n}}} rata de generare a substanței, considerată o constantă;unitate de măsură [mmol/min] sau [mol/s]
- t este timpul de dializă sau timpul de la injecția administrată ; unitate de măsură [min] sau [s]
- V volum de distribuție, sau apa totală din corp; unitate de măsură [L] sau [m3]
- K clearance-ul, unitate de măsură [mL/min] sau [m3/s]
- C concentrația substanței exprimată în [mol/L] sau [mol/m3]

Prin integrare a {\displaystyle {\frac {dC}{dt}}}, se obține o ecuație care arată variația concentrației în timp.
(1):
{\displaystyle C={\frac {\dot {m}}{K}}+(C_{o}-{\frac {\dot {m}}{K}})e^{-{\frac {K\cdot t}{V}}}\qquad (2)}
Unde
- Co concentrația la începutul procesului de dializă, sau concentrația inițială de substanță după distribuție,exprimată în [mmol/L] sau [mol/m3]
- e baza logaritmului natural

Soluția ecuației diferențiale la timp infinit (stare staționară) este:
{\displaystyle C_{\infty }={\frac {\dot {m}}{K}}\qquad (3a)} 
sau
{\displaystyle K={\frac {\dot {m}}{C_{\infty }}}\qquad (3b)}
Ecuația (3b) arată clar relația dintre cantitatea dezlocuită și clearance, anume proporționalitatea inversă una față de cealaltă. Dacă este aplicată la creatinină (clearance-ul creatininei) urmează ecuația conform căreia dacă valoarea creatininei serice crește de 2 ori, clearance-ul se înjumătățește, iar dacă creatinina serică crește de 4 ori, clearance-ul scade de 4 ori.

## Tipuri de clearance

### Clearance-ul sistemic total ClT
Este suma tuturor proceselor care intervin în epurarea unui medicament din organism:
{\displaystyle Cl_{t}=\sum Cl_{M}+Cl_{E}=Cl_{H}+Cl_{R}+Cl_{B}}
- ClM clearance-ul de metabolizare
- ClE clearance-ul de eliminare
- ClH clearance-ul hepatic
- ClR clearance-ul renal
- ClB clearance-ul biliar

Clearance-ul total este volumul de distribuție epurat pe unitatea de timp:
{\displaystyle Cl_{T}={K_{e}}\times V_{d}\to \ V_{d}={\frac {Cl_{T}}{K_{e}}}\to \ K_{e}={\frac {Cl_{T}}{V_{d}}}} (a)
{\displaystyle Cl_{T}={\frac {ln2}{T_{1/2}}}\times V_{d}={\frac {0,693}{T_{1/2}}}\times V_{d}\to \ V_{d}={\frac {Cl_{T}}{0,693}}\times T_{1/2}} (b)
Din a și b rezultă 
{\displaystyle T_{12}={\frac {0,693}{Cl_{T}}}\times V_{d}={\frac {0,693}{K_{e}}}}
- Ke constanta de eliminare
- T1/2 timpul de înjumătățire
- Vd volumul de distribuție

### Clearance-ul plasmatic Clp
Clearance-ul plasmatic reprezintă volumul de plasmă din care este epurat medicamentul pe unitatea de timp:
{\displaystyle Cl_{p}={\frac {C_{A}-C_{V}}{C_{A}}}\times Q}
- Q debitul sanguin
- CA concentrația la nivel arterial
- CV concentrația la nivel venos

El are 2 parametri:
- Viteza de extracție plasmatică

{\displaystyle V_{E}=Q\times (C_{A}-C_{V})}
- Coeficientul de extracție E

{\displaystyle E={\frac {C_{A}-C_{V}}{C_{A}}}}

### Clearance-ul unui organ de epurare Clorg
- hepatic ClH
- renal ClR

Clearance-ul renal este măsurat prin colectarea urinii pe o perioadă de timp, și analiza acesteia cu ajutorul ecuației derivate din (3b):
{\displaystyle Cl={\frac {C_{U}\cdot Q}{C_{B}}}\qquad (4)}
- Cl clearance-ul [mL/min]
- CU concentrația urinii [mmol/L]
- Q volumul urinii (volum/timp) [mL/min] ( mai des[mL/24 hours])
- CB concentrația plasmatică [mmol/mL]

Ecuația (4) este valabilă doar pentru starea "steady-state" (stare de echilibru). Dacă substanța epurată nu are o concentrație constantă, clearence-ul se obține din ecuația 2.
- biliar